# Mary Ewing Outerbridge
Pour les articles homonymes, voir Outerbridge.
Mary Ewing Outerbridge, née le 16 février 1852 à Philadelphie et morte le 3 mai 1886 à Staten Island, est, sinon la toute première joueuse américaine de tennis, du moins l'importatrice reconnue de ce sport en 1874 aux États-Unis.

## Biographie
Mary naît à Philadelphie (États-Unis) le 16 février 1852 mais ses parents, Alexander Ewing Outerbridge (1816-1900) et Laura Catherine Harvey (1818-1867) proviennent des Bermudes. Ils immigrent aux États-Unis avant la naissance Mary. Au total, ils auront 10 enfants, dont Eugenius Harvey Outerbridge (en), qui sera le premier président du Port Authority of New York and New Jersey et qui donnera son nom à un pont de New York.

### Découverte du sport
En 1874, le lawn tennis, ancêtre du tennis actuel, est commercialisé sous le nom grec sphairistike par le major gallois Walter Clopton Wingfield,. Un des hommes de Wingfield découvre ce sport en Angleterre et l'importe aux Bermudes lorsqu'il y est envoyé en garnison,, créant ainsi les premières parties de lawn tennis dans l'hémisphère ouest. Fait du hasard, Mary Ewing Outerbridge, alors âgée de 22 ans, est en vacances aux Bermudes à cette période. Elle découvre donc le sport en voyant les officiers de British Army y jouer et l'apprécie grandement,,. Après avoir appris les règles du jeu et quelques rudiments techniques, elle embarque le 2 février 1874 à bord du SS Canima et rentre aux États-Unis. Dans ses bagages se trouvent un livre de règle, des raquettes et un filet,. Ces derniers sont confisqués à la frontière, car considérés comme suspects. Le filet est en effet un simple file de pêche et les raquettes sont inédites sur le continent. Finalement, grâce à l'aide de son frère Eugenius, ils sont rendus à Mary. 

### Introduction du sport aux États-Unis

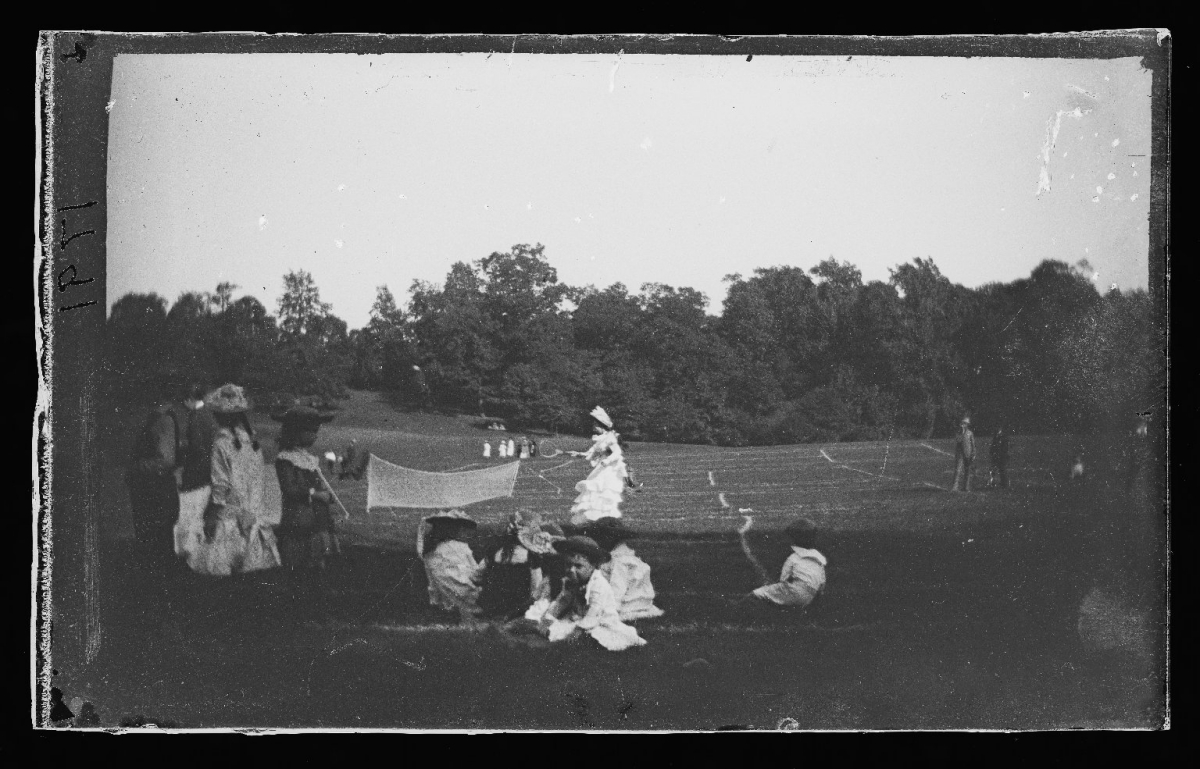
Match de lawn tennis à Prospect Park (Brooklyn). Photographie prise entre 1872 et 1887.

Le premier court de tennis, en forme de sablier (plus large d'environ 2 m à la ligne de service qu'au filet), est installé par les Outerbridge au club de baseball et de cricket de Staten Island, dans l'État de New York,. Mary initie ainsi sa famille ainsi que des proches au tennis,.  
Ce sport n'est pas toujours bien vu car « une femme n'a pas à courir et transpirer » même si on est loin d'un match actuel. Le service est effectué à la cuillère, ce rapprochant du badminton, le jeu lent et de nombreuses pauses sont organisées pour discuter.  
Toujours est-il que le sport prend de l'essor. Ainsi, en 1880, un premier tournoi national est organisé par les Outerbridge. Néanmoins des débats émergent. Si Mary est bien considérée comme l'importatrice de ce sport aux États-Unis,, le lawn tennis est apparu à divers endroits dans le pays durant la décennie 1970,. Cela amène à des différences sur les dimensions des courts, la hauteur du filet, le poids des raquettes ou encore la taille de la balle. Il faut donc une standardisation du sport. Cela mène donc à la création, avec l'aide d'Eugenius Outerbridge, de la United States National Lawn Tennis Association en 1881, prémices de la Fédération de tennis des États-Unis actuelle,.

### Fin de vie et postérité
Surnommée the Mother of Tennis (la mère du tennis), Mary décède le 3 mai 1886, à l'âge de 34 ans des suites d'une inflammation rénale, cinq ans après l'édition masculine inaugurale des Internationaux des États-Unis à Newport – et un an avant la première édition féminine. Elle est enterrée au Silver Mount Cemetery de Staten Island, à-côté de ses parents.
Mary Ewing Outerbridge est membre du International Tennis Hall of Fame depuis 1981.
En 2018, le New York Times publie une nécrologie tardive de Mary dans le cadre de son projet Overlooked. Mary n'en avait effectivement pas eue en 1886 lors de son décès.